# 戶田房子
戶田房子（1914年2月13日—2011年），本名ふさ子，日本作家、台灣日治時期超現實主義詩人。出生於東京市赤坂區青山町，不久渡台，居於台南市。1930年畢業於台南州立第一高等女學校（今台南女中）。1930年代與楊熾昌（筆名：水蔭萍）、李張瑞（筆名：利野蒼）、林永修（筆名：林修二）、張良典（筆名：丘英二）、岸麗子、尚梶鐵平（筆名：島元鐵平）同為風車詩社同人。1938年返回東京，致力於詩與小說，師從武田麟太郎，1941年成為《文藝首都》同人。戰前作品發表於《台灣日日新報》、《華麗島》以及日本《文藝汎論》、《文藝首都》等。戰後曾任平林泰子文學紀念會常務理事。1987年以評論《詩人之妻生田花世》獲平林泰子文學獎。

## 著作

### 評傳
- 《熾熱地活著──平林泰子的生涯》（燃えて生きよ 平林たい子の生涯，新潮社，1982）
- 《詩人之妻生田花世》（詩人の妻 生田花世，新潮社，1986）

### 詩
- 〈風車之庭〉（1937），鳳氣至純平、許倍榕譯，收錄於陳允元、黃亞歷編：《日曜日式散步者：風車詩社及其時代》（臺北：行人文化實驗室、臺南市政府文化局，2016），第1冊。
- 〈秋之樂譜〉（1937），鳳氣至純平、許倍榕譯，出處同上。
- 〈遠方之國〉（1937），鳳氣至純平、許倍榕譯，出處同上。
- 〈渡海〉（1938），鳳氣至純平、許倍榕譯，出處同上。
- 〈山〉（1939），陳允元譯，出處同上。
- 〈白色的喪章〉（1939），陳允元譯，出處同上。